# Hegymagas
Hegymagas è un comune dell'Ungheria di 251 abitanti (dati 2001). È situato nella contea di Veszprém.